# Annabel Schofield
Annabel Schofield (* 4. September 1963 in Llanelli, Wales) ist ein britisches Model und Schauspielerin.
Bevor die Tochter des Produzenten John D. Schofield 1982 ihr Schauspieldebüt gab, verdiente sie in London als Mannequin ihr Geld. International bekannt wurde sie 1988 als Laurel Ellis in der US-Fernsehserie Dallas.

## Filmografie
- 1982: Das Monster aus der Tiefe (Blood Tide)
- 1987: Der Herr von Dragonard Hill (Master of Dragonard Hill)
- 1988: Dallas (Fernsehserie / 11 Folgen)
- 1989: Malko: Eye of the Widow (Eye of the Widow)
- 1990: Starfire (Solar Crisis)
- 1992: Scharfe Waffen – heiße Kurven (Dangerous Curves) (Fernsehserie / 1 Folge)
- 1994: Clifford – das kleine Scheusal (Clifford)
- 1996: Exit in Red
- 1997: Midnight Blues – Zu schön um wahr zu sein (Midnight Blue)
- 1998: Virus Attack (The Protector)